# The Pussybats
The Pussybats est un groupe allemand de metal gothique, originaire de Stuttgart, dans le Land de Bade-Wurtemberg.

## Histoire
The Pussybats sont formés en 2006. En 2007, ils remportent la Battle of the Bands du magazine Sonic Seducer, et la même année, ils se produisent au Wave-Gotik-Treffen de Leipzig. Outre de nombreuses contributions à des samplers, The Pussybats enregistrent un EP (Miss Purgatory, 2007, en auto-distribution) ainsi que le single No Romeo (2008) et le premier album Famous Last Songs (2009). Le groupe enregistre également la bande originale du film d'horreur indépendant One by One (DVD-Media, 2006). Leur version dark-glam du tube Your Woman de White Town devient un hit de la scène.
Le groupe avait un contrat de label avec Twilight Zone Records, mais celui-ci est dissous. Afin de publier l'album PussyPussyBangBang déjà enregistré, le groupe signe avec Bellaphon/Gunn Records. Cet album comprend une nouvelle version de Miss Purgatory, qui se trouvait déjà sur la première démo du groupe. Par la suite, plusieurs changements ont lieu à la guitare, jusqu'à ce qu'un nouveau line-up soit fixé avec Maze Sire. Ils enregistrent une reprise de la chanson Dance with the Devils sur son album The Evesdroppers, sorti en septembre 2016.
En 2016, The Pussybats rejoignent le label Eternal Sounds Records, et sortent ensemble le nouvel album Indestructible en mars 2017. Outre le groupe lui-même, qui a également joué le rôle de producteur, on y entend notamment Stuart Anstis (ex-guitariste de Cradle of Filth). Le mixage de l'album est réalisé par Kris Vlad, chanteur du groupe Vlad in Tears.

## Discographie
- 2007 : Miss Purgatory (EP)
- 2008 : No Romeo (single, Black Rain Media Group)
- 2009 : Famous Last Songs (album, Black Rain Media Group)
- 2010 : Last Songs of Summer (single téléchargeable)
- 2014 : PussyPussyBangBang (album, Bellaphon/Gunn Records)
- 2017 : Indestructible (album, Eternal Sound Records)